# Nguyễn Hữu Tình
Nguyễn Hữu Tình (sinh năm 1935), bí danh Hà Bắc, là một sĩ quan cấp cao trong Quân đội nhân dân Việt Nam, hàm Thiếu tướng, nguyên Phó Chủ nhiệm kiêm Tham mưu trưởng Tổng cục Hậu cần.

## Thân thế và sự nghiệp
Ông sinh ngày 11 tháng 1 năm 1935, quê tại xã Liên Mạc, huyện Mê Linh, tỉnh Vĩnh Phúc. (nay là Hà Nội)
Ông nhập ngũ ngày 17 tháng 3 năm 1953, được kết nạp vào Đảng ngày 31 tháng 12 năm 1958 (chính thức 1 tháng 9 năm 1959). 
Năm 1948, ông tham gia dạy bình dân học vụ và dân quân tự vệ xóm tại quê nhà
Tháng 7 năm 1953, chiến sĩ văn thư tỉnh đội Vĩnh Phúc
Tháng 10 năm 1953, chiến sĩ Đại đội 103 Tiểu đoàn 10 Trung đoàn 77 Bộ Tổng Tư lệnh
Tháng 1 năm 1954, đội viên  rồi đội phó đội cải cách ruộng đất ở Phú Thọ, Sơn Tây, Hưng Yên.
Tháng 1 năm 1957, ông là tiểu đội phó Đại đội 2 Tiểu đoàn 1 Đại đoạn Pháo cao xạ 367
Tháng 11 năm 1957, được cử đi học tại Trường Sĩ quan Pháo binh khóa 1 Trường Cao xạ 400
Tháng 4 năm 1959, trung đội trưởng Đại đội 4 Trung đoàn Pháo phòng không 214 Bộ Tư lệnh Pháo binh (F351)
Tháng 8 năm 1962, trung đội trưởng Đại đội 1 Trung đoàn pháo phòng không 214 Bộ Tư lệnh Phòng không
Tháng 3 năm 1963, đại đội phó Đại đội 3 Trung đoàn Pháo phòng không 214 Quân khu 4 Bộ Tư lệnh Phòng không
Năm 1964, đại đội trưởng Đại đội 3 Trung đoàn pháo phòng không 214 Quân khu 4.
Tháng 11 năm 1965, ông được cử giữ chức vụ Tham mưu trưởng Tiểu đoàn 1 Trung đoàn Pháo phòng không 214 Quân khu 4
Tháng 3 năm 1966, Tham mưu trưởng Tiểu đoàn 1 phụ trách Tiểu đoàn phó Tiểu đoàn 1 Trung đoàn pháo phòng không 214 Quân khu 4
Năm 1968, tiểu đoàn trưởng Tiểu đoàn 1 Trung đoàn pháo phòng không 214 Sư đoàn Phòng không 375 Quân khu 4
Năm 1969, Tham mưu phó Trung đoàn pháo phòng không 214 Quân khu 4
Năm 1970, trung đoàn phó Trung đoàn Pháo phòng không 233 Quân khu 4
Tháng 3 năm 1974, trung đoàn trưởng Trung đoàn Pháo phòng không 214 Quân khu 4.
Tháng 7 năm 1978, ông được cử đi học tại Học viện Hậu cần
Tháng 8 năm 1980, sư đoàn trưởng Sư đoàn 342 Quân đoàn 65 Quân khu 4
Tháng 6 năm 1981, sư đoàn trưởng Sư đoàn 311 Quân đoàn 26 Quân khu 1
Tháng 9 năm 1985, Phó Tham mưu trưởng Quân đoàn 26 Quân khu 1
Tháng 9 năm 1986, Phó Tư lệnh Quân đoàn 26 rồi được cử đi học bổ túc tại Học viện Hậu cần của Liên Xô.
Tháng 6 năm 1987 ông được cử giữ chức vụ Chủ nhiệm Hậu cần Quân khu 1
Tháng 5 năm 1991, Phó Chủ nhiệm Tổng cục Hậu cần kiêm Tham mưu trưởng Tổng cục Hậu cần, Bí thư Đảng ủy Tổng cục
Tháng 11 năm 1994, Phó chủ nhiệm Tổng cục Hậu cần, Bí thư Đảng ủy Tổng cục
Ngày 1 tháng 1 năm 2000, ông nghỉ hưu
Thiếu tướng (8.1990).

## Khen thưởng
Huân chương Quân công hạng Ba
Huân chương Chiến công hạng Nhì
Huân chương Chiến sĩ vẻ vang (hạng Nhất, Nhì, Ba)
Huy chương Quân kỳ quyết thắng
Huy hiệu 40 năm tuổi Đảng